# Ett karibiskt mysterium
Ett karibiskt mysterium (orig. A Caribbean mystery) är en detektivroman av den brittiska författarinnan Agatha Christie. Den utkom i original 1964 och i svensk översättning (av Torsten Blomkvist) året därpå, 1965. Huvudperson i boken är amatördetektiven Jane Marple.
Två recensenter vid tiden för romanens utgivning sa att Agatha Christie var på väg tillbaka till toppen av sin form. En kritiker  bedömde 1990 handlingen som standardexempel för alla författare som reser till Karibien och behöver få ut dubbla nödvändigheter av en semester.
Två av huvudpersonerna återkommer i romanen Nemesis, publicerad 1971. Jason Rafiel dyker upp postumt och hans assistent Esther Walters assisterar Miss Marple i de första kapitlen av den efterföljande berättelsen.

## Handling
Romanen utspelar sig på semesterorten Golden Palm på den karibiska ön St Honoré. Miss Marples brorson har betalat för att hon ska kunna semestra där efter en släng av dålig hälsa. Hon samtalar med major Palgrave, en berest man med många historier att dela med sig av. Hon sitter och halvlyssnar tills Palgrave berättar en historia om en man som kom undan med mord mer än en gång. När Palgrave frågar henne om hon vill se en bild på en mördare lyssnar hon uppmärksamt – men när han hittar fotografiet i sin plånbok byter han plötsligt ämne. Miss Marple tittar upp för att se varför och får syn på flera personer i närheten.
Nästa dag när tjänsteflickan Victoria hittar major Palgrave död i sitt rum är miss Marple övertygad om att han blivit mördad. Hon ber Dr Graham att hitta fotot han nämnde och låtsas att det är av hennes brorson, men det finns inte. Under tiden intervjuar hon de andra: Tim och Molly Kendal, ägare av hotellet; Prescotts, en präst och hans syster; Jason Rafiel, en rullstolsburen magnat; Jackson, hans sjuksköterska/massör/skötare/betjänt; Esther Walters, hans sekreterare; amerikanen Lucky Dyson och hennes man Greg; och Edward och Evelyn Hillingdon. På stranden träffar Miss Marple Señora de Caspearo, en kvinna på semester som säger att hon minns major Palgrave för att han hade ett "ont öga". Miss Marple rättar henne och säger att han hade ett glasöga, men señoran säger fortfarande att det var ondskefullt.
Victoria berättar för familjen Kendal att hon inte mindes att hon sett blodtrycksmedicinen serenite i major Palgraves rum före hans död, även om den hittades på hans bord efter hans död. Samma natt hittas Victoria knivhuggen till döds. Molly börjar drömma mardrömmar. Miss Marple hittar Jackson när han tittar på Mollys kosmetika. Han säger att om belladonna lades till en av dem skulle det orsaka mardrömmar. Följande natt hittar Tim Molly medvetslös på golvet, uppenbarligen efter att ha tagit en överdos av sömntabletter. Polisen är inblandad och kocken Enrico berättar att han såg Molly hålla i en stekkniv innan han gick ut. Miss Marple frågar de andra om major Palgrave har berättat för folk om fotot. Andra hävdar att Palgrave sa att det inte var ett foto av en hustrumördare utan en mansmördare. När polisen inser att medicinen mot högt blodtryck inte tillhörde major Palgrave, grävs hans kropp upp och obduktionen visar att han dött av gift, som Miss Marple förväntat sig.
På natten väcks Miss Marple av ljudet av en sökpatrull. Hon får veta att Tim vaknade upp och upptäckte att hans fru var försvunnen. De hittar vad som verkar vara hennes kropp i en bäck, men det visar sig vara Lucky; De två kvinnorna liknar varandra.
Miss Marple inser plötsligt vem majoren såg den där natten när han kände igen personen på bilden som någon på ön. Hon väcker Mr Rafiel och Jackson och kallar sig Nemesis, och de går till Kendals hus. Där hittar de Tim som erbjuder Molly en drink. Miss Marple säger åt Jackson att ta bort glaset. Hon säger att det finns ett dödligt narkotiskt medel i den. Medan Jackson håller fast Tim förklarar hon att Tim är hustrumördaren som major Palgrave känner igen. Miss Marple hade trott att Palgrave såg Hillingdons och Dysons över sin högra axel, när de kom uppför stranden, men hade just insett att han hade ett glasöga på den vänstra, så han kunde inte ha sett dem. Tim och Molly satt på hennes vänstra sida. Vidare, den historia som majoren berättade för miss Marple om mannen som seriemördade sina fruar och inte åkte fast var historien om Tim Kendal. Tim planerade att döda Molly snart och var därför tvungen att döda major Palgrave när han kände igen Tim. Han dödade också Victoria, som kom ihåg att sereniten var i fel rum. Tim lade belladonna i Mollys kosmetika för att få henne att framstå som galen för de andra. Tim hade bett sin fru att möta honom vid bäcken, men Molly hade blivit distraherad av en syn på grund av belladonnan och vandrat iväg. Tim såg Lucky och misstog henne för Molly i mörkret. Han var på väg att förgifta Molly när miss Marple avbröt honom.
Esther Walters insisterar plötsligt på att Tim inte är en mördare. Tim skriker åt henne att hålla tyst. Han hade planerat att gifta sig med Esther efter Mollys död, eftersom han hade hört att hon skulle ärva en stor summa pengar från Jason Rafiel.
Mr Rafiel väljer att investera lite pengar i Molly när hon själv tar över driften av Golden Palm resort. Miss Marple tar flyget hem till England efter sin semester i den tropiska värmen.

## Karaktärer
- Miss Marple: En äldre detektiv med ett öga för detaljer och oväntade ledtrådar. Hon skickas på en semester i Karibien av sin brorson.
- Major Palgrave: En äldre, pratsam man med ett glasöga som berättar historier från det förflutna, varav några historier har fotografier eller nyhetsklipp för att illustrera dem.
- Tim Kendal: En man i trettioårsåldern som är gift med Molly Kendal, som gifter sig med henne med hjälp av falska referenser och startar hotellet med henne med hjälp av hennes pengar.
- Molly Kendal: Tims vackra unga fru som startar hotellet där historien utspelar sig med honom. Hon tror så småningom att hon har blivit psykiskt sjuk och anförtror det till Evelyn, trots att hennes symptom är resultatet av att ha blivit förgiftad.
- Jason Rafiel: En grälsjuk gammal man med en stor förmögenhet och ett oväntat vänligt sinnelag, som fattar tycke för Miss Marple.
- Esther Walters: Jason Rafiels sekreterare (änka till en fattig försörjare) med ett barn i skolan i England.
- Victoria: En St Honoré-bo som är den som upptäcker major Palgraves död och den mystiska flaskan serenite. Hon har ett samboäktenskap med två barn och är det andra offret som dödas.
- Greg Dyson: En naturälskare, som nu är gift med Lucky, hans andra fru.
- Lucky Dyson: En attraktiv amerikansk kvinna som är gift med Greg. Hon hade planerat att döda hans första fru, tillsammans med Edward Hillingdon, som hon lurade till skuld för hans handlingar och sedan förförde. Hon är det tredje mordoffret.
- Edward Hillingdon: Maken till Evelyn och en ivrig naturälskare. Han har barn på en internatskola och har en affär med Lucky.
- Evelyn Hillingdon: En kvinna som inte älskar sin man Edward men stannar hos honom både för deras offentliga image och för deras barn.
- Señora de Caspearo: En sydamerikansk kvinna på semester som motsätter sig fulhet och därför Major Palgrave och Jason Rafiel. Hon anmärker på major Palgraves glasöga som ett ondskefullt öga.
- Joan Prescott: En äldre kvinna som tycker om att skvallra och har kommit på semester med sin bror, Canon Prescott.
- Jeremy Prescott: Miss Prescotts bror, en präst, som ogillar sin systers skvaller.
- Dr Graham: St Honoré-läkaren, som långsamt drar sig tillbaka från sin praktik, som behandlar Miss Marple som låtsas vara sjuk, tar hand om Molly och bekräftar de mördades död.
- Jackson: Mr Rafiels betjänt/massör/skötare som (enligt Miss Marples medgivande) arbetade på ett kosmetikföretag.

## Litterär betydelse och mottagande
Efter ljumma recensioner av hennes två tidigare romaner ansåg Francis Iles (Anthony Berkeley Cox) att författaren var tillbaka i form i sin recension i The Guardians nummer den 11 december 1964: "Mrs Agatha Christie har gjort det igen. I Ett karibiskt mysterium berättar hon uttryckligen för läsaren vad som kommer att hända; Men när den gör det kommer nio av tio att bli helt tagna på sängen – precis som jag blev. Hur gör hon det? För övrigt är det Miss Marple den här gången som är ansvarig för berättelsen; och allt man kan gissa är att miljön är en karibisk ö."
Maurice Richardson i The Observer den 15 november 1964 började: "En mycket uppmuntrande återkomst till någonstans som är mycket nära hennes bästa obestridliga form. ... Misstänksamheten är fint fördelad bland gästerna, många av dem otrogna äktenskapsbrytare. Inte särskilt svårt att gissa, men ganska spännande. Bra varierad karakterisering inklusive en särskilt utmärkt åttioårig magnat." Mot slutet av året kommenterade Richardson återigen boken i en speciell Books of the Year: A Personal Choice-kolumn när han sa: "Agatha Christie gör en av de där glädjande veteranernas comebacker."
Daily Mirror skrev den 21 november 1964: "Inte riktigt på toppen av sin form. En Miss Marples-historia (sic) som trogna fans inte kommer att finna lika olöslig som vanligt."
Robert Barnard sa om denna roman att den var "i traditionen av alla de paketresemysterier skrivna av fattiga deckarförfattare som måste kapitalisera på sina magra semestrar. Inte mycket av intresse, men användbart för att illustrera "fluffifieringen" av miss Marple. Återanvänder ett knep från Döden till mötes."
"Det finns ingen listigare spelare i mordspelet än Agatha Christie." – Sunday Times
"Kastar bort de falska ledtrådarna och vilseledande händelserna som bara en mästare i konsten kan göra." - The New York Times

## Bearbetningar

### TV

#### Amerikansk version
En amerikansk TV-film från 1983 med Helen Hayes som Miss Marple och Barnard Hughes som Mr Rafiel. New York Times skrev att Miss Marple har "en billast med misstänkta" för att ta reda på varför hennes vän dödades, i denna film som först sändes den 22 oktober 1983. Manuset skrevs av Sue Grafton, senare deckarförfattare, och Steve Humphrey.

#### Brittisk BBC-verion
En BBC-version med Joan Hickson i huvudrollen visades 1989 som en del av TV-serien Agatha Christies Miss Marple med Donald Pleasence i huvudrollen som Mr Rafiel. Få ändringar gjordes från romanen: Prescotts och Señora de Caspearo utelämnades, Miss Marple semestrade på Barbados istället för den fiktiva ön "St Honoré" (namnet Honoré återkommer som den fiktiva huvudorten i BBC-serien Mord i paradiset som började sändas 2011), och blodtrycksmedicinen döptes om till Tetrauwolfide. Produktionen gjordes och sändes efter produktionen av Nemesis (1987), vilket ledde till viss förvirring bland tittarna eftersom Rafiel är död i början av den senare berättelsen.
I den tidigare versionen spelades rollen som Jason Rafiel av Frank Gatliff. Versionen från 1989 är den enda anpassningen förutom 2017 som filmats i Karibien, särskilt på plats på ön Barbados; TV-filmen från 1983 spelades in i Kalifornien, medan 2013 års version spelades in i Kapstaden.

#### Brittisk ITV-version
År 2013 anpassades boken för den sjätte säsongen av ITV:s Agatha Christies Marple med Julia McKenzie som Miss Marple och Antony Sher som Jason Rafiel, Oliver Ford Davies som Major Palgrave, Hermione Norris som Evelyn Hillingdon och Robert Webb och Charity Wakefield som paret Kendall. Karaktärerna är i stort sett desamma som i romanen och platsen likaså. I slutet försöker Tim skjuta Molly istället för att förgifta henne, men pistolens kulor har ersatts med lösa skott. Liksom andra avsnitt i den tidigare serien innehåller den karaktärer baserade på verkliga personer. En av dem är den nyblivne författaren Ian Fleming, som behöver ett namn för sin spionhjälte. Den andre är ornitologen James Bond (Charlie Higson), som inleder en föreläsning för sina medgäster med att presentera sig som "... Bond, James Bond", som löser Flemings problem. (Fleming, som var en ivrig fågelskådare, tog namnet från ornitologen, även om de inte hade träffats.)
Precis som med Joan Hickson-versionerna anpassades Ett karibiskt mysterium efter Nemesis, trots att böckerna publicerades i omvänd ordning. Nemesis anpassades i säsong 3, avsnitt 4 sändes den 1 januari 2009 i Storbritannien, medan Ett karibiskt mysterium sändes som säsong 6 avsnitt 1, som sändes den 16 juni 2013 i Storbritannien mer än 4 år senare. Den amerikanska versionen sändes den 16 september 2014. Detta ledde till vissa kontinuitetsproblem: i 2009 års version av Nemesis är Jason Rafiel en tysk författare, men i Ett karibiskt mysterium (2013) är han en engelsk kemikalietillverkare. Miss Marple refererar inte till sig själv som Nemesis vid något tillfälle i denna adaption, trots att hon själv och Mr Rafiel associerar namnet Nemesis med henne i båda romanerna. Precis som i Joan Hicksons versioner spelas Mr Rafiel av olika skådespelare: Antony Sher porträtterar honom här, men i Nemesis görs hans röst av Herbert Lom (som tidigare medverkat i 2004 års version av Mordet i prästgården som Monsieur Dufosse).

#### Fransk version
Romanen anpassades 2016 som ett avsnitt av den franska tv-serien Les Petits Meurtres d'Agatha Christie.

### Fotnoter
1. ↑  Peers, Chris (mars 1999). Collins Crime Club – A checklist of First Editions. Dragonby Press. sid. 15. ISBN 978-1871122138
2. ↑  Cooper, John (1994). Detective Fiction – the collector's guide. Scholar Press. sid. 82, 87. ISBN 0-85967-991-8
3. ↑  Marcus, J S (1 maj 2007). ”American Tribute to Agatha Christie: The Golden Years: 1953 - 1967”. http://home.insightbb.com/~jsmarcum/agatha53.htm. Läst 31 juli 2018.
4. 1 2  Iles, Francis (11 december 1964). ”Review”. The Guardian:  s. 9.
5. 1 2  Richardson, Maurice (20 december 1964). ”Review”. The Observer:  s. 7.
6. 1 2  Barnard, Robert (1990). A Talent to Deceive – an appreciation of Agatha Christie. Fontana Books. sid. 190. ISBN 0-00-637474-3
7. ↑  The Observer, 15 November 1964 p. 26
8. ↑  ”Review”. Daily Mirror:  s. 22. 21 november 1964.
9. 1 2  ”Agatha Christie-A Caribbean mystery”. Arkiverad från originalet den 8 juni 2000. https://web.archive.org/web/20000608213343/http://fly.cc.fer.hr/~shlede/my/carib.html. Läst 16 oktober 2015.
10. ↑  Erickson, Hal (16 mars 2016). ”A Caribbean Mystery (1983)”. Arkiverad från originalet den 25 mars 2016. https://web.archive.org/web/20160325024053/http://www.nytimes.com/movies/movie/124318/A-Caribbean-Mystery/overview. Läst 16 oktober 2015.
11. ↑  A Caribbean Mystery på Internet Movie Database (engelska)
12. 1 2  ”Miss Marple: A Caribbean Mystery”. https://m.imdb.com/title/tt2166488/?ref_=m_ttep_ep_ep1. Läst 2 augusti 2022.
13. ↑  ”Agatha Christie's Miss Marple: A Caribbean Mystery (2013)”. 11 januari 2014. https://opionator.wordpress.com/2014/01/11/agatha-christies-marple-a-caribbean-mystery-2013/. Läst 2 augusti 2022.
14. ↑  ”Miss Marple: Nemesis”. https://m.imdb.com/title/tt0878691/?ref_=m_ttep_ep_ep4. Läst 2 augusti 2022.